# Bleicher Fliegenkäfer

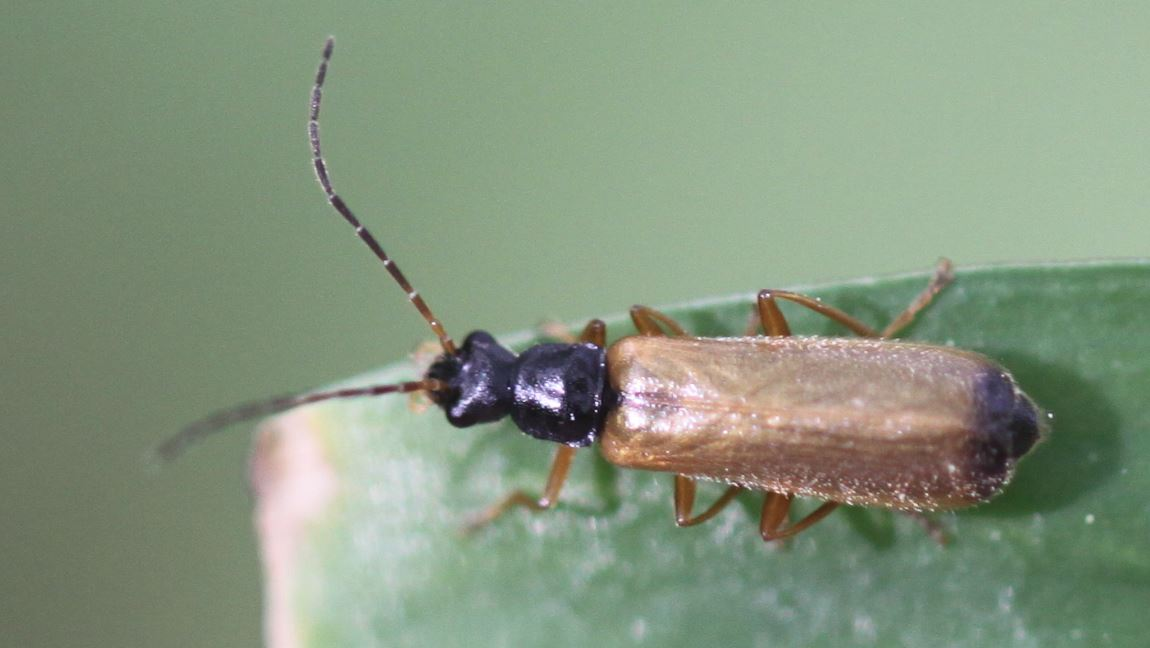

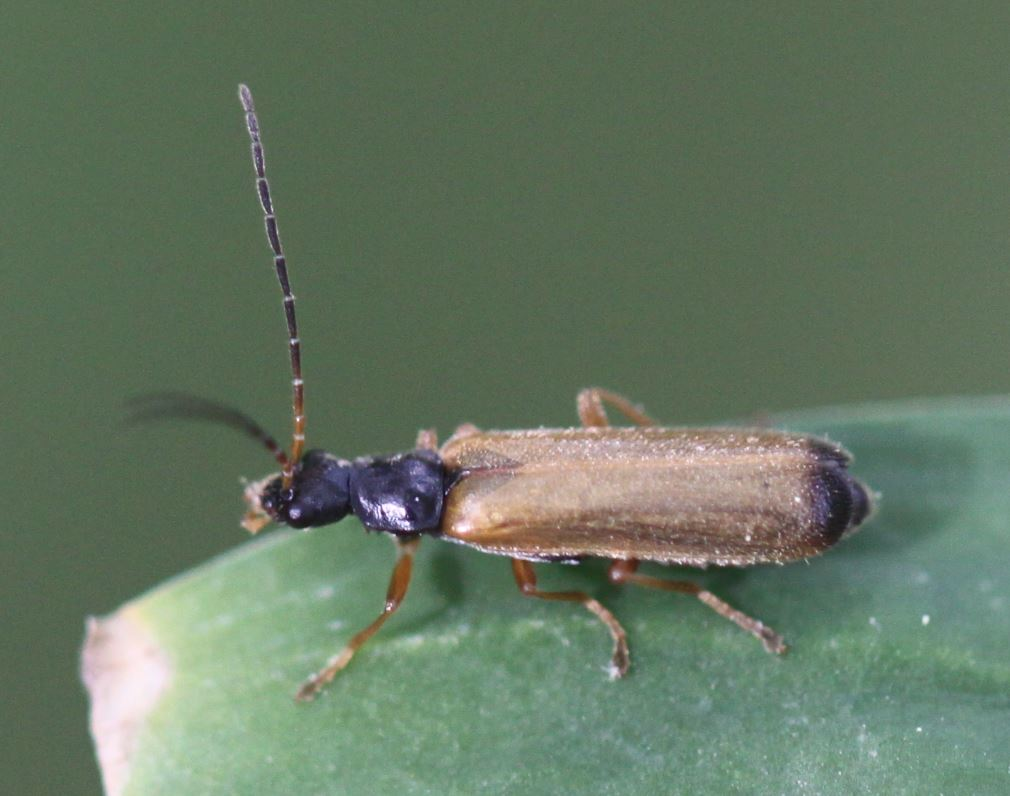

Der Bleiche Fliegenkäfer (Rhagonycha lignosa) ist ein Käfer aus der Familie der Weichkäfer (Cantharidae).

## Merkmale
Die schlanken Käfer sind 5–7,5 mm lang. Kopf, Halsschild und Schildchen sowie die äußeren Fühlerglieder sind schwarz gefärbt. Die Beine, Mandibeln, Flügeldecken und die 3–4 basalen Fühlerglieder sind gelbbraun gefärbt. Die Spitzen der Flügeldecken können schwarz gefärbt sein. Die Flügeldecken sind mit kurzen Härchen bedeckt. Die konvexen Augen sind hervorstehend.

## Verbreitung
Die Art ist in Mitteleuropa häufig und weit verbreitet. Im Norden reicht das Vorkommen bis in das südliche Skandinavien und auf die Britischen Inseln. Im Süden erstreckt sich das Verbreitungsgebiet über den Mittelmeerraum, im Osten über West-Russland und reicht bis ans Kaspische Meer.

## Lebensweise
Die Käfer kann man von Ende April bis Ende Juni beobachten. Ihren typischen Lebensraum bilden Wälder. Sowohl die Imagines als auch die Larven leben räuberisch von Kleininsekten, insbesondere von der Fichtenröhrenlaus (Elatobium abietinum).

## Taxonomie
In der Literatur finden sich folgende Synonyme:
- Cantharis lignosa Müller, 1764 – ursprüngliche Namenskombination
- Cantharis berolinensis Gmelin, 1790
- Cantharis melanocephala Herbst, 1784